# Budapest Honvéd Football Club 2013-2014
Questa voce raccoglie le informazioni riguardanti la Budapest Honvéd nelle competizioni ufficiali della stagione 2013-2014.

## Stagione
La stagione 2013-14 inizia con i preliminari di Europa League dove con un totale di 13-1 (9-0 in casa e 4-1 a Nikšić) stabilendo il record della vittoria più larga in una competizione europea batte i montenegrini del Čelik Nikšić accedendo al secondo turno dove incontra i serbi del Vojvodina perdendo con un totale di 5-1 e uscendo dalla competizione. In campionato dopo un buon inizio con la squadra tra le prime cinque in classifica ed un ricco mercato di riparazione che vede i nomi di Emiliano Bonazzoli ed Arturo Lupoli approdare in rossonero causa un periodo di crisi da parte del club dove non riesce più a vincere arretrando di parecchie posizioni, il 28 aprile 2014 portano la dirigenza ad esonerare il tecnico piemontese dando le redini della squadra a Miklós Simon allenatore della squadra b del club rossonero il quale riuscirà a concludere al nono posto.

### Rosa
| N. |                     | Ruolo | Calciatore            |
| -- | ------------------- | ----- | --------------------- |
| 2  | Ungheria (bandiera) | D     | Dávid Bobál           |
| 4  | Serbia (bandiera)   | D     | Aleksandar Ignjatović |
| 5  | Ungheria (bandiera) | D     | Endre Botka           |
| 6  | Ungheria (bandiera) | D     | János Kovács          |
| 7  | Ungheria (bandiera) | A     | Richárd Vernes        |
| 8  | Nigeria (bandiera)  | C     | George Ikenne         |
| 9  | Ungheria (bandiera) | A     | Gergely Bobál         |
| 11 | Somalia (bandiera)  | A     | Ayub Daud             |
| 13 | Italia (bandiera)   | D     | Raffaele Alcibiade    |
| 14 | Ghana (bandiera)    | A     | Emmanuel Mensah       |
| 17 | Panama (bandiera)   | C     | Aníbal Godoy          |
| 18 | Ungheria (bandiera) | C     | Attila Lőrinczy       |
| 19 | Serbia (bandiera)   | C     | Filip Holender        |
| 21 | Italia (bandiera)   | C     | Andrea Mancini        |
| 24 | Mali (bandiera)     | C     | Drissa Diarra         |

| N. |                           | Ruolo | Calciatore         |
| -- | ------------------------- | ----- | ------------------ |
| 25 | Croazia (bandiera)        | D     | Ivan Lovrić        |
| 26 | Ungheria (bandiera)       | C     | Patrik Hidi        |
| 27 | Costa d'Avorio (bandiera) | C     | Abdul Kader Keïta  |
| 28 | Italia (bandiera)         | A     | Emiliano Bonazzoli |
| 29 | Ungheria (bandiera)       | C     | Richárd Kozma      |
| 30 | Ungheria (bandiera)       | C     | Bálint Vécsei      |
| 31 | Ungheria (bandiera)       | P     | Márton Czuczi      |
| 32 | Ungheria (bandiera)       | D     | Gyula Csemer       |
| 33 | Serbia (bandiera)         | C     | Boris Živanović    |
| 35 | Colombia (bandiera)       | A     | Edixon Perea       |
| 36 | Ungheria (bandiera)       | D     | Botond Baráth      |
| 41 | Camerun (bandiera)        | C     | Thomas Job         |
| 71 | Ungheria (bandiera)       | P     | Szabolcs Kemenes   |
| 77 | Ungheria (bandiera)       | C     | Gergő Nagy         |
| 99 | Albania (bandiera)        | D     | Kristi Marku       |